# Springsteen on Broadway
Springsteen on Broadway fue un residency show del músico estadounidense Bruce Springsteen organizado en el Walter Kerr Theatre de Nueva York. La residencia consistía en Springsteen tocando cinco conciertos semanales, de martes a sábado. Los primeros conciertos empezaron el 3 de octubre de 2017, seguidos de la apertura oficial el 12 del mismo mes. La residencia estaba fijada para terminar el 26 de noviembre del mismo año; sin embargo, la alta demanda de entradas hizo que se extendiera en un principio hasta el 30 de junio de 2018. La residencia se extendió una segunda vez el 30 de marzo de 2018, con conciertos programados hasta el 15 de diciembre del mismo año.
Los conciertos contaron con Springsteen solo en el escenario, tocando guitarra o piano y relatando anécdotas recogidas en su autobiografía de 2016, Born to Run. Patti Scialfa, mujer de Springsteen, también apareció en varios conciertos. 

## Trasfondo
El 16 de junio de 2017, se filtró información de que Springsteen iba a emprender una residencia musical en el Walter Kerr Theatre de Nueva York durante ocho semanas. El 9 de agosto, se hizo oficial el anuncio a través de la web oficial del músico. Según un comunicado de prensa de Jon Landau, representante de Springsteen: "Bruce tenía esta idea específica en mente desde diciembre. Se fue enfocando lentamente y luego todo en conjunto el pasado enero".
Springsteen comentó sobre los conciertos: "Quise hacer varios conciertos que fueran lo más personal e íntimo posible. Escogí Broadway para este proyecto porque tiene esos viejos y bonitos teatros que parecían el sitio correcto para lo que tenía en mente. De hecho, salvo una o dos excepciones, los 960 asientos del Walter Kerr Theatre son probablemente el sito más pequeño en el que toqué en los últimos cuarenta años. Mi concierto es solo yo, la guitarra, el piano y las palabras y la música. Parte del concierto es hablado, parte es cantado. Sigue el arco de mi vida y de mi trabajo. Todo junto está en pos de mi objetivo constante de brindar una noche entretenida y comunicar algo de valor".
El 19 de septiembre de 2017, dentro del calendario de su residencia en Broadway, Springteen tocó un concierto en la Universidad de Monmouth al que solo acudieron 200 invitados entre familiares y amigos cercanos.

## Programa
1. "Growin' Up" (de Greetings from Asbury Park, N.J.)
2. "My Hometown" (de Born in the U.S.A.)
3. "My Father's House" (de Nebraska)
4. "The Wish" (from Tracks)
5. "Thunder Road" (de Born to Run)
6. "The Promised Land" (de Darkness on the Edge of Town)
7. "Born in the U.S.A." (de Born in the U.S.A.)
8. "Tenth Avenue Freeze-Out" (de Born to Run)
9. "Tougher Than the Rest" (w/ Patti Scialfa) (de Tunnel of Love)
10. "Brilliant Disguise" (w/ Patti Scialfa) (de Tunnel of Love)
11. "Long Walk Home" (de Magic)
12. "The ghost of Tom Joad" (de The ghost of Tom Joad)
13. "The Rising" (de The Rising)
14. "Dancing in the Dark" (de Born in the U.S.A.)
15. "Land of Hope and Dreams" (de Wrecking Ball)
16. "Born to Run" (de Born to Run)

## Personal
- Bruce Springsteen - voz, guitarra, piano y armónica.
- Patti Scialfa - coros (en "Brilliant Disguise" y "Tougher Than the Rest")